# Ludwig Meyer (Politiker, 1925)
Ludwig Meyer (* 11. Mai 1925 in Haindlingberg bei Mallersdorf; † 3. August 1991 in Ergoldsbach) war ein deutscher Politiker (CSU).

## Leben
Meyer war Soldat im Zweiten Weltkrieg. Nach Kriegsende besuchte er das Gymnasium Pfarrkirchen und die Gesamthochschule Kassel, an der er den Titel des Diplom-Ingenieurs erwarb. 1954 übernahm er einen landwirtschaftlichen Betrieb in Neufahrn in Niederbayern.
Meyer wurde 1954 Mitglied der CSU. 1960 wurde er stellvertretender Vorsitzender des Kreisverbandes Mallersdorf; 1966 wurde er dort Kreisvorsitzender. Dieses Amt übte er bis zur Auflösung des Kreisverbandes durch die Gebietsreform aus. 1956 wurde er in den Gemeinderat von Prinkofen gewählt, wo er 1966 Bürgermeister wurde. Im gleichen Jahr wurde er stellvertretender Landrat in Mallersdorf, bevor er 1970 hauptamtlicher Landrat wurde. Auch dieses Amt hatte er bis zur Auflösung des Kreises inne. Danach war er stellvertretender Landrat in Landshut und dort auch Kreisvorsitzender der CSU. 1978 wurde Meyer in den Bayerischen Landtag gewählt. Die Wiederwahl 1982 scheiterte zunächst, jedoch rückte er am 1. November 1983 für den ausgeschiedenen Dieter Görlitz nach. Zum 31. Dezember 1985 legte Meyer sein Landtagsmandat nieder, nachdem er zum Landrat des Landkreises Landshut gewählt wurde. Dieses Amt behielt Meyer bis zu seinem Tode.